# Discocalyx angustissima
Discocalyx angustissima är en viveväxtart som beskrevs av Elmer Drew Merrill. Discocalyx angustissima ingår i släktet Discocalyx och familjen viveväxter. Inga underarter finns listade i Catalogue of Life.